# Ibipeba (ort)
Ibipeba är en ort i Brasilien.   Den ligger i kommunen Ibipeba och delstaten Bahia, i den östra delen av landet, 800 km nordost om huvudstaden Brasília. Ibipeba ligger 697 meter över havet och antalet invånare är 14 428.
Terrängen runt Ibipeba är huvudsakligen platt, men åt nordväst är den kuperad. Ibipeba är det största samhället i trakten.
Omgivningarna runt Ibipeba är huvudsakligen savann. Runt Ibipeba är det ganska glesbefolkat, med 27 invånare per kvadratkilometer.